# Neville D'Souza
Neville Stephen Joseph D'Souza (Bardez, 3 de agosto de 1932 — Mumbai, 16 de março de 1980) foi um futebolista goês que, pela seleção indiana, foi um dos três artilheiros da competição de futebol nos Jogos Olímpicos de Verão de 1956. 
D'Souza nasceu em um distrito de Goa, então parte Índia Portuguesa, e ainda jovem mudou-se à então Índia Britânica, para Bombaim. Além do futebol, destacou-se também no hóquei sobre grama, a ponto de integrar excursões internacionais da seleção pronvincial de Bombaim neste esporte.

## Seleção
D'Souza realizou 15 partidas pela Índia, compreendidas entre 1953 e 1956.[carece de fontes?] Naquele período, o país, recém-independente do Reino Unido (embora só em 1961 viesse a anexar Goa, região natal do jogador, encerrando o domínio colonial português no subcontinente indiano), desfrutava de relativa força local: a seleção havia recentemente se classificado à Copa do Mundo FIFA de 1950, embora naquela ocasião terminasse por recusar a participar do Mundial no Brasil - em curioso protesto pela não autorização da FIFA para que seus jogadores atuassem descalços.
Os indianos terminaram por não participar nem mesmo das eliminatórias para a Copa seguinte, inscrevendo-se fora do prazo diante da ciência de seus dirigentes de que dificilmente seriam páreos contra Japão e, sobretudo, Coreia do Sul, ainda ausentes das eliminatórias anteriores (onde o grupo asiático se restringiu aos indianos, Birmânia, Filipinas e Indonésia).
A seleção pôde disputar as Olimpíadas de 1956. D'Souza marcou quatro gols, três deles na vitória de 4–2 nas quartas-de-final contra a anfitriã Austrália e outro na derrota de 4–1 na semifinal para a Iugoslávia.[carece de fontes?]

### Jogos
A tabela abaixo resume as aparições de D'Souza pela Índia.[carece de fontes?]
| 1     | 23 de outubro de 1953  | Copa Colombo de 1953    | Rangum    | Paquistão  | 1–0   | 1     |       |       |       |       |       |       |       |       |    |
| 2     | 27 de outubro de 1953  | Copa Colombo de 1953    | Rangum    | Ceilão     | 2–0   | 0     |       |       |       |       |       |       |       |       |    |
| 3     | 31 de outubro de 1953  | Copa Colombo de 1953    | Rangum    | Birmânia   | 4–2   | 0     |       |       |       |       |       |       |       |       |    |
| 4     | 3 de maio de 1954      | Jogos Asiáticos de 1954 | Manila    | Japão      | 3–2   | 1     |       |       |       |       |       |       |       |       |    |
| 5     | 5 de maio de 1954      | Jogos Asiáticos de 1954 | Manila    | Indonésia  | 4–0   | 0     |       |       |       |       |       |       |       |       |    |
| 6     | 18 de dezembro de 1954 | Copa Colombo de 1954    | Calcutá   | Ceilão     | 1–1   | 0     |       |       |       |       |       |       |       |       |    |
| 7     | 19 de dezembro de 1954 | Copa Colombo de 1954    | Calcutá   | Paquistão  | 3–1   | 0     |       |       |       |       |       |       |       |       |    |
| 8     | 25 de dezembro de 1954 | Copa Colombo de 1954    | Calcutá   | Birmânia   | 2–1   | 0     |       |       |       |       |       |       |       |       |    |
| 9     | 18 de dezembro de 1955 | Copa Colombo de 1955    | Daca      | Ceilão     | 4–3   | 0     |       |       |       |       |       |       |       |       |    |
| 10    | 20 de dezembro de 1955 | Copa Colombo de 1955    | Daca      | Birmânia   | 5–2   | 2     |       |       |       |       |       |       |       |       |    |
| 11    | 24 de dezembro de 1955 | Copa Colombo de 1955    | Daca      | Paquistão  | 2–1   | 1     |       |       |       |       |       |       |       |       |    |
| 12    | 1 de dezembro de 1956  | Olimpíadas de 1956      | Melbourne | Austrália  | 4–2   | 3     |       |       |       |       |       |       |       |       |    |
| 13    | 4 de dezembro de 1956  | Olimpíadas de 1956      | Melbourne | Iugoslávia | 4–1   | 1     |       |       |       |       |       |       |       |       |    |
| 14    | 7 de dezembro de 1956  | Olimpíadas de 1956      | Melbourne | Bulgária   | 3–0   | 0     |       |       |       |       |       |       |       |       |    |
| 15    | 12 de dezembro de 1956 | Amistoso                | Sydney    | Austrália  | 7–1   | 2     |       |       |       |       |       |       |       |       |    |
| Total | Total                  | Total                   | Total     | Total      | Total | Total | Total | Total | Total | Total | Total | Total | Total | Total | 11 |

## Títulos
Prêmios Individuais
- Artilheiro Jogos Olímpicos de Verão de 1956: 4 gols